# Зона просторног наелектрисања
Зона просторног наелектрисања је појам у полупроводничкој физици који се односи за изолаторски део у проводном допираном полупроводничком материјалу у коме се носиоци наелектрисања поништени процесом рекомбинације. Разумевање појма зоне просторног наелектрисања је кључан за схватање принципа модерне полупроводничке електронике: рад диода, биполарних транзистора, ФЕТ транзистора и диода са променљивом капацитивношћу се заснива на овом феномену.

## Концепт
Зона просторног наелектрисања се формира дуж П-Н споја када је спој у термалној равнотежи. 
Електрони и шупљине ће процесом дифузије прећи у регионе са мањом концентрацијом електрона и шупљина, слично као кап мастила у води док се једнако не рашири по запремини. Полупроводници Н-типа имају вишак негативних електрона, а полупроводници П-типа имају мањак електрона, тј. вишак позитивних шупљина. Када се негативно и позитивно допирани делови споје, електрони ће прелазити у позитивни део, а шупљине ће „прећи“ у негативни део. Међутим, када електрони и шупљине дођу у контакт, они се пониште процесом рекомбинације. Рекомбинација неће покрити донорске атоме уз П-Н спој, који су сада наелектрисани јони. Ови јони су позитивни са Н-стране и негативни са П-стране, и стварају електрично поље које се супротставља даљој дифузији носилаца наелектрисања. Када електрично поље постане довољно јако да одбије надолазеће шупљине и електроне, зона просторног наелектрисања је достигла своју равнотежну ширину. Интегрисањем електричног поља у зони просторног наелектрисања даје оно што је познато као уграђени потенцијал (такође се назива и контактни потенцијал и потенцијална баријера).
У инверзној поларизацији (везивањем позитивног краја извора на негативну страну ПН споја и обрнуто) овај потенцијал се повећава и шири зону просторног наелектрисања. Директна поларизација смањује ову зону и може да је потпуно поништи и да учини спој проводним и тиме да дозволи слобода проток носилаца наелектрисања.